# Арнольд!
«Арнольд!» или «Эй, Арнольд!» (англ. Hey Arnold!: The Movie) — американский полнометражный рисованный мультипликационный фильм, основанный на мультипликационном сериале «Эй, Арнольд!». Премьера фильма состоялась 28 июня 2002 года.

## Сюжет
На месте квартала между 33-й и 39-й улицами, где расположен дом Арнольда, мистер Шек — владелец корпорации Future Tech Industries (FTI) собирается построить торговый центр. Жители квартала выступают против строительства, раздают листовки, устраивают фестиваль в поддержку сохранения квартала, а бабушка Арнольда — Герти — приковала себя к двери в знак того, что отказывается покидать свой дом. Однако решение о сносе квартала уже принято, а мероприятия против сноса были признаны незаконными и разогнаны при вмешательстве полиции. Спасти квартал теперь можно, лишь если найти документ, в котором он был признан историческим памятником, в связи с произошедшим на его территории неком «томатном инциденте», сыгравшем важную роль в гражданской войне.
Арнольд и Джеральд отправляются на поиски документа. В городском архиве документа не нашлось, нет его и у смотрителя морга, который увлекался коллекционированием старинных документов, однако удаётся выяснить, что единственная копия приказа хранится в кабинете у мистера Шека. К поискам документа присоединяется Хельга, отцу которой строительство нового торгового центра было бы выгодно, но она сама боится, что Арнольд уедет из Хиллвуда и она его больше не увидит. Однако, боясь попасться на глаза Арнольду, Хельга вынуждена скрываться и связываться с Арнольдом и Джеральдом по телефону, изменяя голос с помощью вокодера (водитель автобуса тоже участвовал в помощи Арнольда, так как один из районов между 33 и 39 находится знакомая водителя, и если миссия провалится, он её не увидит несмотря на «обратную сторону»).
В ночь перед началом сноса Джеральду и Арнольду удаётся проникнуть в кабинет мистера Шека, но тот уже ждал их, чтобы у них на глазах уничтожить документ. Однако сохранилась запись камеры видеонаблюдения. Несмотря на противодействие мистера Шека Арнольду и Хельге удаётся добыть эту запись и продемонстрировать её на большом экране в присутствии мэра города и полиции, и мистеру Шеку предстоит уголовное наказание за незаконное уничтожение документов.

## Производство
Фильм был выпущен кинокомпанией Paramount. Сценарий написали Крэйг Бартлетт и Стив Викстен. Фильм был показан Nickelodeon и транслировался по телевидению.

## Прокат
Фильм «Эй, Арнольд!» не снискал популярности и оказался малодоходным (15 миллионов долларов при бюджете 3 миллиона долларов). Из-за отсутствия коммерческого успеха был заморожен другой полнометражный фильм по сюжету мультсериала «Эй, Арнольд!» — «Hey Arnold! The Jungle Movie». Крэйгу Бартлетту предложили работать на Nickelodeon условно, и через некоторое время он ушёл с канала. Однако в дальнейшем, по многочисленным просьбам поклонников мультсериала, к проекту «Hey Arnold! The Jungle Movie» было решено вернуться. Его показ состоялся 24 ноября 2017 года.